# Turdus olivaceus
Il Tordo oliva (Turdus olivaceus Linnaeus, 1766) è un uccello della famiglia dei Turdidi.
È endemico dell'Africa orientale e meridionale. Il suo areale si estende dagli altopiani dell'Eritrea e dell'Etiopia e dal Sudan meridionale, fino al Capo di Buona Speranza, con la maggior parte della popolazione distribuita sulla costa orientale e meridionale del Sud Africa e una popolazione di dimensioni ridotte sugli altopiani orientali dello Zimbabwe. Il piumaggio delle parti superiori e della coda è bruno-oliva (da cui il nome), le parti inferiori sono arancio-giallastro salvo la pancia, che è bianca. Sedentario, vive in coppia o in piccoli gruppi. Consuma un'ampia varietà di invertebrati: insetti, molluschi, lombrichi, piccoli anfibi e pesci, e pulcini di altre specie. La sua dieta comprende anche un gran numero di bacche e di frutti. La stagione della nidificazione varia a seconda della regione: da marzo-aprile a luglio-agosto al nord, con seconde covate da luglio a gennaio e durante tutto l'anno nella regione del Capo. I pulcini lasciano il nido dopo due settimane, ma rimangono con i genitori per altri due mesi. L’habitat del tordo oliva è tipicamente rappresentato dalla foresta fitta, ad altitudini che variano da 900 a 3.780 metri, ma la specie si è adattata ad aree urbane, parchi e ampi giardini con grandi alberi. La specie è valutata come Minore Preoccupazione.

## Descrizione
Raggiunge la lunghezza di 24 cm e pesa fino a 110 g. Ha la testa e le parti superiori marrone oliva scuro; il becco è giallo brillante o arancio giallastro con il culmen scuro. Le copritrici alari e la coda sono marrone-nerastre. Il mento e la gola sono bianchi, con vistose striature marrone scuro; il petto è color cuoio chiaro, grigio o tendente al marrone oliva chiaro o all'arancio giallastro sul ventre e sui fianchi. Le copritrici del sottocoda sono biancastre. Le zampe sono di colore giallo-marrone chiaro o giallo-arancio. Per la sua silhouette ed il colore del piumaggio, ha un'evidente affinità con il tordo di Kurrichane e assomiglia alla femmina del merlo. Non c’è dimorfismo sessuale.

## Biologia
Può vivere, in media, oltre cinque anni. Considerato generalmente residente, non effettua spostamenti eccedenti i 90 chilometri. Vive in coppia o in piccoli gruppi, fino a una decina di individui, ma forma anche stormi più numerosi quando si alimenta sugli alberi da frutto. Trascorre la maggior parte del tempo a terra, dove corre con la testa china prima di raddrizzarla improvvisamente, per cercare la preda. Quando attraversa uno spazio aperto, lo fa con un volo rapido e diretto.

### Alimentazione
Cerca le sue prede nella lettiera, rovistando con piccoli colpi di frusta laterali della testa. Consuma un'ampia varietà di invertebrati: termiti, formiche, cavallette, millepiedi e insetti vari, ragni e molluschi, lombrichi, piccole rane, lucertole, camaleonti, piccoli pesci e pulcini di altre specie. La sua dieta comprende anche un gran numero di bacche e di frutti (sull'albero e a terra), tra cui fichi, fragole e more. In alcune zone del suo areale, penetra nei frutteti, dove provoca gravi danni. Nelle aree urbane dell'Africa meridionale, si comporta come i merli in Europa frugando nei cassonetti in cerca dei rifiuti domestici.

### Riproduzione
La stagione della nidificazione varia a seconda della regione: da marzo-aprile a luglio-agosto al nord, con seconde covate da luglio a gennaio e durante tutto l'anno nella regione del Capo (Sud Africa). Nidifica nello stesso territorio per più anni consecutivi; il nido è posto ad almeno sei metri dal suolo, ben mimetizzato, alla biforcazione di un albero, contro il tronco o lungo un grande ramo orizzontale. Nelle aree suburbane, si può trovare anche sotto la grondaia di una casa. La femmina impiega circa dieci giorni per approntare il nido, che risulta in una struttura a forma di tazza. È costruito con ramoscelli, strisce di corteccia, radici fini, felci, foglie, erba, muschio, rinforzato con fango, carta e pezzi di plastica e rivestito di erbe sottili. Le uova sono due o tre, di colore blu chiaro con una sfumatura di verde o blu scuro e un numero variabile di macchie marroni, giallastre, bruno-rossastre, grigie o malva chiaro. La femmina incuba per un paio di settimane, talvolta aiutata dal maschio. I pulcini lasciano il nido dopo due settimane, ma rimangono poi con i genitori per altri due mesi. Poi, la deposizione riprende, per durare praticamente tutto l’anno, con un picco tra agosto e dicembre.

### Voce
Il tordo oliva canta all'alba e al tramonto, dai rami alti di un grande albero. Il suo canto si ascolta in primavera e in autunno, a novembre e dicembre; a metà estate, rimane piuttosto silenzioso. Il suo canto è rappresentato da una serie fluente di frasi trillate e cadenzate, più lunghe e veloci di quelle del tordo di Kurrichane: siu-joil o sii-yu-joy. Le popolazioni del Sud Africa cantano più velocemente, con frasi più brevi e scorrevoli wheeu-wheeeee-wheeu-wheeeee-wheeu-trrrrrrrrri. Spesso, incorporano nel loro canto imitazioni di altre specie, come quello dell’occhialino del Capo o della nettarinia ventre-arancio. Il verso di contatto è un guiou guiou guiou o un tooee tooeee fischiato e flautato; il verso di allarme è un rauco tsrk tsrk.

## Distribuzione e habitat

### Distribuzione
Il tordo oliva è endemico dell'Africa orientale e meridionale. Il suo areale si estende dagli altopiani dell'Eritrea e dell'Etiopia e dal Sudan meridionale, fino al Capo di Buona Speranza, con la maggior parte della popolazione distribuita sulla costa orientale e meridionale del Sud Africa e una popolazione di dimensioni ridotte sugli altopiani orientali dello Zimbabwe. Sono state registrate sei sottospecie, la cui distribuzione da nord a sud, è la seguente: T. o. milanjensis (Malawi meridionale e Mozambico centrale), T. o. swynnertoni (Zimbabwe orientale e Mozambico meridionale), T. o. olivaceus (Provincia del Capo sud-occidentale), T. o. pondoensis (provincia del Capo orientale, Transkei, Transvaal settentrionale e orientale, Natal e Swaziland meridionale), T. o. culminans (South Africa: KwaZulu occidentale-Natal) e T. o. transvaalensis (South Africa nord-orientale e Swaziland occidentale).

### Habitat
Quasi tutte le sottospecie che si riproducono in Africa orientale vivono ad altitudini che variano da 900 a 3.780 metri di altitudine. L’habitat del tordo oliva era tipicamente rappresentato dalla foresta fitta, ma la specie, soprattutto nell'Africa meridionale, si è adattata perfettamente ad aree urbane, parchi e ampi giardini con grandi alberi. Nidifica nel sottobosco fitto delle foreste decidue delle regioni montuose o talvolta della pianura, tuttavia frequenta anche foreste di bambù e boschi umidi di pianura lungo le valli dei fiumi, ai margini dei boschi e nelle radure, sulle colline ricoperte di erica, nelle brughiere e nelle zone di macchia.

## Predatori e parassiti
Il tordo oliva è parassitato dai cuculi dorato e petto-rosso. Come i suoi congeneri, è affetto da pulci e zecche. Inoltre, sono stati riscontrati casi di infestazioni da Cestodi.

## Status e conservazione
Questa specie ha un areale estremamente ampio; la dimensione della popolazione non è stata quantificata, ma non si ritiene che si avvicini alle soglie di vulnerabilità ed è valutata come Minore Preoccupazione.

## Posizione nell’ecosistema
In Africa orientale, il tordo oliva è importante per la dispersione dei semi di essenze forestali autoctone utili, tra le quali Afrocrania volkensii (per rimboschimento), Syzygium guineense afromontanum (per fini alimentari) e Myrica salicifolia (per medicina tradizionale)
Va ricordato anche che T. olivaceus contribuisce, per contro, alla diffusione di Pyracantha angustifolia, una pianta invasiva che ostacola l’utilizzazione del pascolo in molti ambienti, di potenziale diffusione nei climi mediterranei, tropicali e subtropicali, in particolare in Europa, Africa subsahariana e nelle Americhe. Inoltre, è capace di causare danni anche gravi ai frutteti.

## Sistematica
Le sei sottospecie riconosciute sono le seguenti:
- T. o. olivaceus Linnaeus (1766)          - Sud Africa sud-occidentale.
- T. o. culminans Clancey  (1982)         - Sud Africa orientale (KwaZulu occidentale-Natal).
- T. o. transvaalensis Roberts (1936)    - Sud Africa nord-orientale e Swaziland occidentale.
- T. o. pondoensis Reichenow (1917)    - Sud Africa sud-orientale (KwaZulu-Natal orientale e Capo orientale).
- T. o. swynnertoni Bannerman (1913)  - Foreste montane dello Zimbabwe orientale e Mozambico adiacente.
- T. o. milanjensis Shelley (1893)           - Montagne del Malawi meridionale e Mozambico.